# Kreis Kempen (Wartheland)

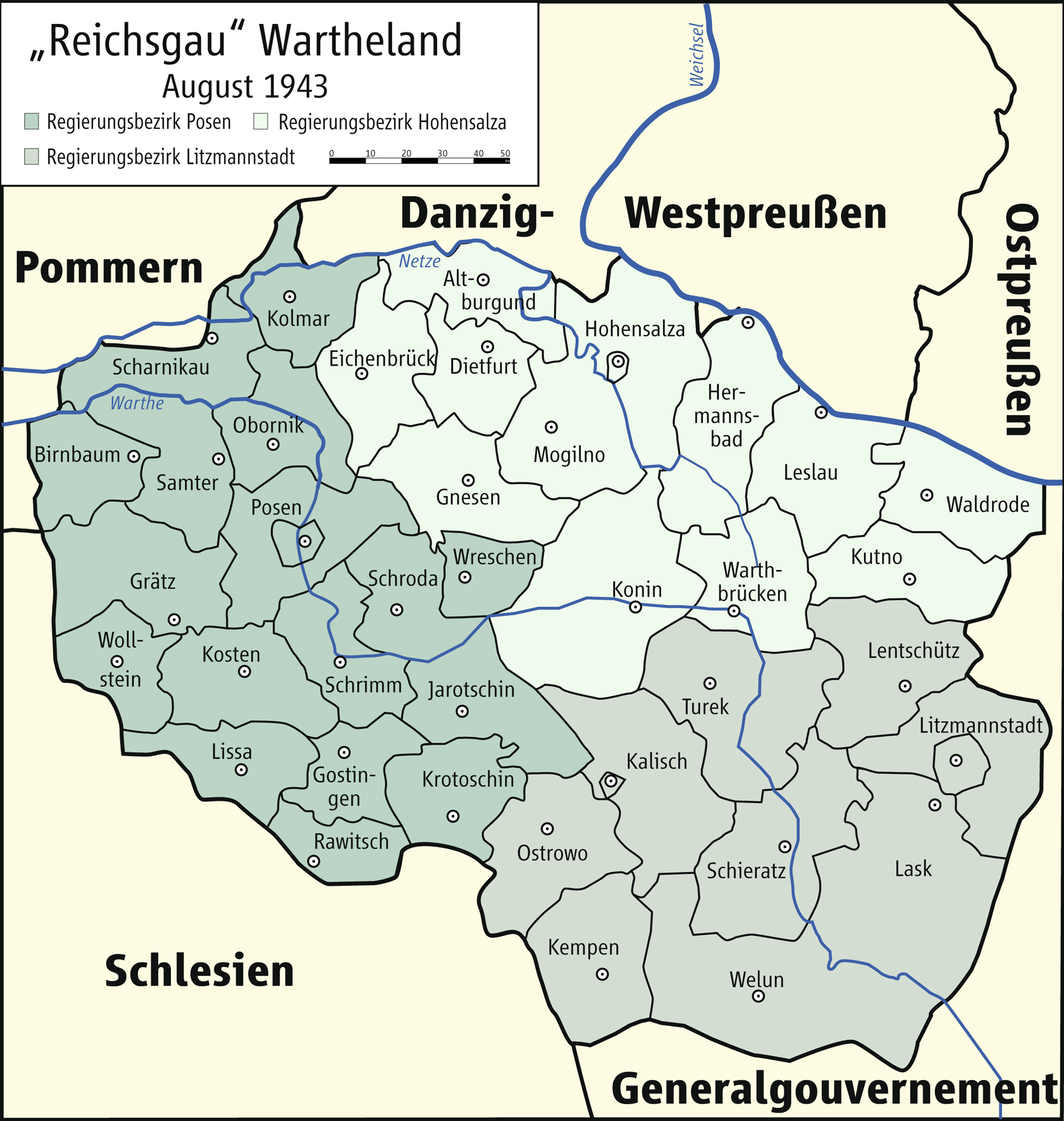
Regierungsbezirke und Kreise im Reichsgau Wartheland

Landkreis Kempen (Wartheland) war während des Zweiten Weltkrieges der Name einer deutschen Verwaltungseinheit im besetzten Polen (1939–45).

## Vorgeschichte (1815 bis 1920)
Am 1. Oktober 1887 wurde aus dem Südteil des Kreises Schildberg der Kreis Kempen in Posen gebildet. Kreisstadt und Sitz des Landratsamtes wurde die Stadt Kempen.
Am 27. Dezember 1918 begann in der Provinz Posen der Großpolnische Aufstand der polnischen Bevölkerungsmehrheit gegen die deutsche Herrschaft, das Kreisgebiet blieb jedoch unter deutscher Kontrolle. Am 28. Juni 1919 trat die deutsche Regierung mit der Unterzeichnung des Versailler Vertrags den Kreis Kempen in Posen an das neu gegründete Polen ab. Deutschland und Polen schlossen am 25. November 1919 ein Abkommen über die Räumung und Übergabe der abzutretenden Gebiete ab, das am 10. Januar 1920 ratifiziert wurde. Gleichzeitig wurde der östliche, überwiegend polnischsprachige Gebietsteil des schlesischen Kreises Groß Wartenberg teilweise an die benachbarte großpolnische Kreise angeschlossen. Die Räumung durch deutsche Truppen und Übergabe an Polen erfolgte zwischen dem 17. Januar und dem 4. Februar 1920.
Das Kreisgebiet bestand unter seinem polnischen Namen Powiat Kępiński (Kempener Bezirk) weiter.

## Verwaltungsgeschichte
Im Zweiten Weltkrieg bildeten die deutschen Besatzungsbehörden die Verwaltungseinheit Landkreis Kempen in Posen im Regierungsbezirk Posen (ab dem 21. Mai 1941: Landkreis Kempen (Wartheland)). Die am 26. Oktober 1939 vollzogene Annexion des Gebietes durch das Deutsche Reich war als einseitiger Akt der Gewalt völkerrechtlich aber unwirksam. Der größte Teil der jüdischen Einwohner wurde von der deutschen Besatzungsmacht ermordet. Mit dem Einmarsch der Roten Armee im Januar 1945 endete die deutsche Besetzung.

## Politik

### Landkommissar
1939–999900Hans Neumann

### Landräte
1939–194200Hans Neumann
1942–194500Otto Lehmann

### Kommunale Gliederung
Während der deutschen Besetzung im Zweiten Weltkrieg erhielten nur Kempen 1941 und Schildberg 1942 die Stadtrechte laut Deutscher Gemeindeordnung von 1935, die übrigen Gemeinden wurden zu Amtsbezirken zusammengefasst.

### Ortsnamen
Während der deutschen Besetzung im Zweiten Weltkrieg wurden durch unveröffentlichten Erlass vom 29. Dezember 1939 zunächst die 1918 gültigen Ortsnamen übernommen, es erfolgten aber bald „wilde“ Eindeutschungen durch die lokalen Besatzungsbehörden. Am 18. Mai 1943 erhielten alle Orte mit einer Post- oder Bahnstation „deutsche“ Namen, dabei handelte es sich meist um lautliche Angleichungen, Übersetzungen oder freie Erfindungen.
Größere Gemeinden im Kreis Kempen (Wartheland):
| polnischer Name   | deutscher Name (1815–1920)                       | deutscher Name (1939–1945)                 |
| ----------------- | ------------------------------------------------ | ------------------------------------------ |
| Baranów           | Baranow                                          | Rundstätt                                  |
| Donaborów         | Donaborow                                        | Ambach                                     |
| Grębanin          | Grembanin                                        | 1939–1943 Grabenau 1943–1945 Gremben       |
| Kępno             | Kempen                                           | Kempen                                     |
| Krążkowy          | Kronschkow                                       | 1939–1943 Kronschkau 1943–1945 Kreisendorf |
| Laski             | Laski                                            | Hirscheck                                  |
| Łęka Mroczeńska   | Lenka Mroczenska                                 | Langenmoor                                 |
| Mirków            | Mirkow                                           | 1939–1943 Mirkow 1943–1945 Mirche          |
| Mroczeń           | Mroczen 1908–1912 Mrotschen 1912–1920 Moorschütz | Moorschütz                                 |
| Olszowa           | Olszowa                                          | 1939–1943 Erlenbrunn 1943–1945 Erlenhöh    |
| Opatów            | Opatow                                           | Wölfingen                                  |
| Osiny             | Oschin                                           | Aspen                                      |
| Piotrówka         | Pietrowka                                        | Petershagen                                |
| Podzamcze         | Podsamtsche 1906–1920 Wilhelmsbrück              | Wilhelmsbrück                              |
| Rzetnia           | Rzetnia                                          | Mühlbach                                   |
| Siemianice        | Siemianice                                       | Schemmingen                                |
| Słupia pod Kępnem | Slupia                                           | 1939–1943 Freienfelde 1943–1945 Luben      |
| Torzeniec         | Torzeniec                                        | Langenreut                                 |
| Trzcinica         | Trzcinica 1875–1920 Strenze                      | 1939–1943 Sternbruch 1943–1945 Strenze     |
| Wodziczna         | Wodziczno                                        | Führheim                                   |
| Wyszanów          | Wyschanow                                        | 1939–1943 Bauernwehr 1943–1945 Wischnau    |